# Liberianisch-portugiesische Beziehungen
Die liberianisch-portugiesischen Beziehungen umfassen die bilateralen Beziehungen zwischen Liberia und Portugal. Die Länder unterhalten seit 1975 direkte diplomatische Beziehungen.
Das Verhältnis zwischen Liberia und Portugal gilt als gut, jedoch vergleichsweise schwach ausgeprägt. In ihrer Grußnote an den portugiesischen Staatspräsidenten Marcelo Rebelo de Sousa anlässlich des portugiesischen Nationalfeiertags am 10. Juni (Dia de Portugal) hob Liberias Präsidentin Ellen Johnson Sirleaf die traditionell freundschaftlichen Beziehungen hervor. Verbindungsglieder sind vor allem die historischen Bezüge seit der Ankunft portugiesischer Entdeckungsreisender im 15. Jahrhundert als erste Europäer im heutigen Liberia. Direkte Verbindungen gibt es heute dagegen eher wenige: ihr bilateraler Handel bewegt sich auf relativ geringem Niveau, es bestehen keine bedeutenden gegenseitigen Diasporas, und es gibt kaum direkte politische Berührungspunkte, über die vergleichsweise schwachen Beziehungen Liberias zur EU und der gemeinsamen Arbeit in den UNO-Organen hinaus.
Auch kulturell und zivilgesellschaftlich gibt es nur wenige Berührungspunkte. Das portugiesische Kulturinstitut Instituto Camões ist in Liberia nicht präsent, aber portugiesische Hilfsorganisationen wie die Assistência Médica Internacional (AMI) sind im Land aktiv.
Im Jahr 2008 war eine Person mit Bezug zu Portugal konsularisch in Liberia registriert, in Gegenrichtung waren 16 liberianische Staatsbürger im Jahr 2020 in Portugal gemeldet, davon zehn im Distrikt Lissabon.

## Geschichte
Der portugiesische Seefahrer Diogo Gomes erreichte 1458 als erster Europäer das heutige Liberia, u. a. das Kap Mount und das False Cape Mount. Den später Pfefferküste genannten Küstenabschnitt Westafrikas v. a. des heutigen Liberias erkundeten dann nachfolgende portugiesische Seefahrer, insbesondere 1461 Pedro de Sintra. Das Kap Mesurado erhielt von ihm seinen Namen.

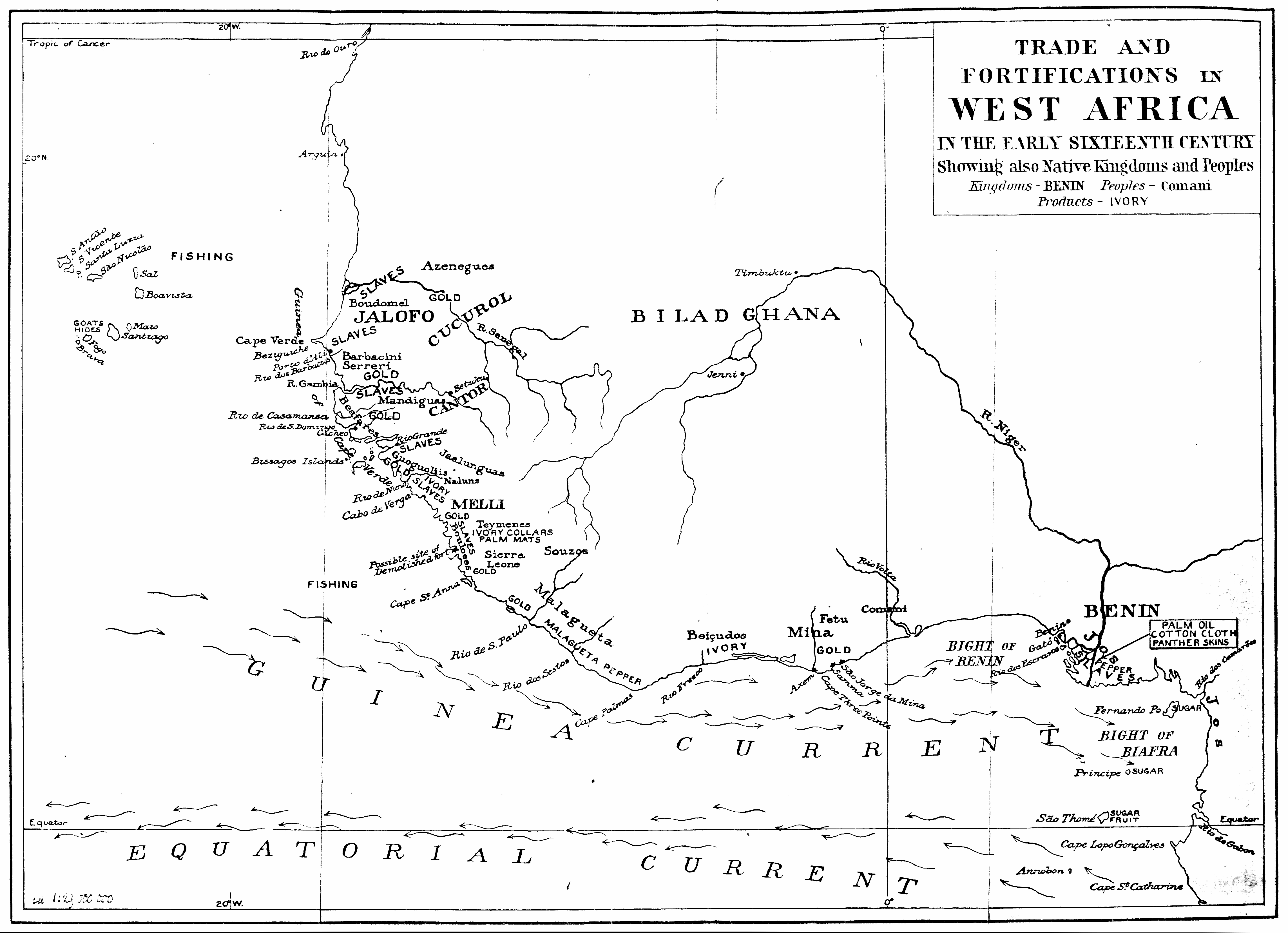
„Handelsstützpunkte und Befestigungen in Westafrika im frühen 16. Jh.“ (britische Karte)

Die portugiesischen Händler trieben danach regen Tauschhandel hier, zunächst Elfenbein, Tiere und Pflanzen, danach verstärkt Pfeffer. Die Pfefferküste erhielt ihren Namen nach dem Guineapfeffer, der hier wächst und als Ersatz für den teuren Pfeffer aus Indien begehrt war. Nach der Entdeckung des Seewegs nach Indien (1498 durch Vasco da Gama abgeschlossen) nahm die Bedeutung des afrikanischen Pfeffers etwas ab. Andere europäische Handelsgesellschaften fragten den Pfeffer weiter nach, während Portugal sich nun weiter nach Osten orientierte, hier aber weiter präsent blieb.
Die Portugiesen brachten aus ihren asiatischen Stützpunkten Orangen-, Zitronen- und Limonenbäume, Ingwer, neue Reissorten und Zuckerrohr her, und aus Amerika später Mais, Tabak, Ananas, Süßkartoffeln, Tomaten und andere Nutzpflanzen. Zu Beginn des 16. Jahrhunderts waren auch portugiesische Missionare hergekommen, entfalteten aber wenig Aktivität auf Grund der hier grassierenden Sumpffieber (Malaria, Gelbfieber).
Portugal errichtete eine Reihe Stützpunkte im heutigen Liberia, das Gebiet wurde aber keine portugiesische Kolonie, und der später hier einsetzende Sklavenhandel lag dann schon in den Händen anderer Länder. Anfang des 17. Jh. unterhielt Portugal aber noch über ein Dutzend Handelsniederlassungen zwischen dem Cape Palmas im heutigen Liberia bis zum Fluss Volta im heutigen Ghana.
1822 erstand die American Colonization Society das heutige Liberia, siedelte hier freigelassene Sklaven aus den USA an und machte das Gebiet zu einer US-amerikanischen Kolonie. 1847 erlangte Liberia seine Unabhängigkeit, die international jedoch erst langsam anerkannt wurde (USA 1862). 1865 erkannte Portugal das unabhängige Liberia an. Engere Beziehungen entstanden in den folgenden Zeiten kaum, zu sehr war Portugal mit seinem eigenen Kolonialreich und seinen innenpolitischen Krisen beschäftigt.
Nach dem endgültigen Verbot der Sklaverei in Portugal 1869 warb das Land auch in Liberia freie Schwarze an, vor allem für die aufstrebende Plantagenwirtschaft auf São Tomé und Príncipe, das bis 1900 zum weltweit größten Kakao-Produzenten aufstieg.
Nach der linksgerichteten Nelkenrevolution in Portugal 1974 und dem folgenden Ende der kolonialen Estado Novo-Diktatur und des Portugiesischen Kolonialkriegs setzte ein tiefgreifender Wandel der Außenpolitik Portugals ein. Beide Länder näherten sich nun etwas an.
Am 19. März 1975 nahmen beide Staaten direkte diplomatische Beziehungen auf, 1977 akkreditierte sich erstmals ein portugiesischer Vertreter in Liberia. Eigene gegenseitige Botschaften richteten die beiden Staaten danach nicht ein (Stand Anfang 2022).
Die Priorität der portugiesischen Außenpolitik auf die portugiesischsprachigen Staaten Afrikas und auf andere, enger verbundene Staaten in Afrika einerseits und die innenpolitische Instabilität Liberias andererseits ließen seither nur wenig engere Beziehungen entstehen.

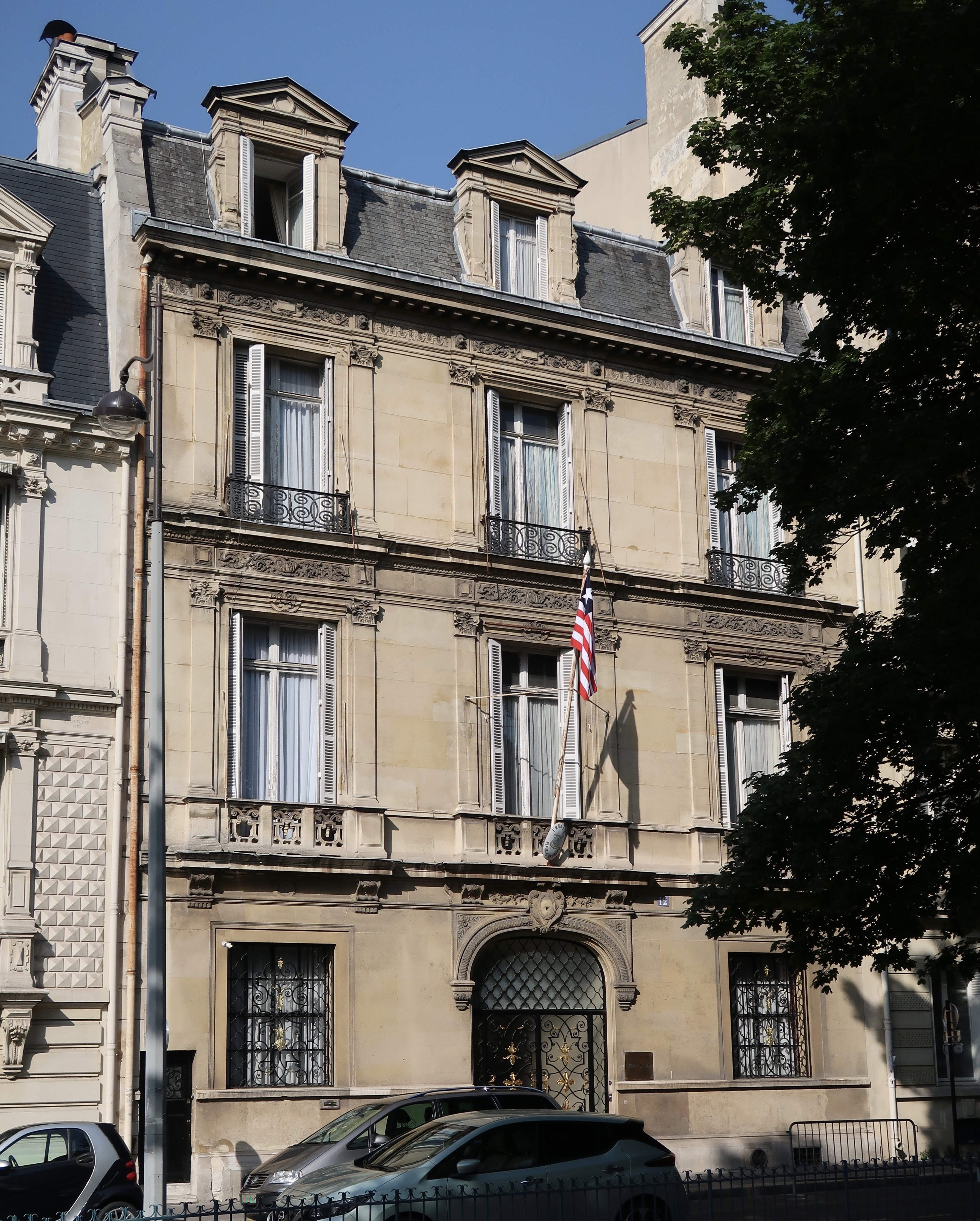
Die Botschaft Liberias in Paris. Sie ist seit dem Beginn der diplomatischen Beziehungen 1975 auch für Portugal zuständig.

In der Gratulationsnote zum portugiesischen Nationalfeiertag am 10. Juni hob Liberias Präsident George Weah 2019 nicht nur die Freundschaft beider Länder hervor, sondern drückte auch die Hoffnung auf eine engere Zusammenarbeit aus, in der Liberia von Portugals Know-how und Erfahrung insbesondere in den Bereichen Fischerei, Wassermanagement und Forstwirtschaft profitieren möchte und zudem auch stärker in den Bereichen Bildung und Entwicklungsarbeit kooperieren will.

## Diplomatie
Liberia führt keine eigene Botschaft in Portugal, das Land wird von der liberianischen Botschaft in Paris betreut. Ein Konsulat Liberias besteht in Portugal ebenfalls nicht.
Portugal unterhält seinerseits ebenfalls keine eigene Botschaft in Liberia, das Land gehört zum Amtsbezirk des portugiesischen Botschafters im Senegal. Auch ein Konsulat hat Portugal dort nicht (Stand April 2022).

## Wirtschaft
Das Handelsvolumen zwischen Liberia und Portugal belief sich im Jahr 2020 auf 1,359 Mio. Euro (2019: 0,866 Mio.; 2018: 0,811 Mio.; 2017: 1,767 Mio.; 2016: 2,657 Mio., 2015: 2,966 Mio., 2010: 0,511 Mio.; 2005: 0,469 Mio.), mit einem traditionell deutlich überwiegenden Handelsbilanzüberschuss zu Gunsten Portugals von zuletzt (2020) 0,670 Mio. Euro (2019: 0,452 Mio.; 2018: 0,585 Mio.; 2017: 1,537 Mio.; 2016: 2,431 Mio.; 2015: 2,854 Mio.; 2010: 0,333 Mio.; 2005: 0,385 Mio.).
Dabei importierte Liberia Waren im Wert von 1,014 Mio. Euro aus Portugal, darunter 32,4 % Maschinen und Geräte, 20,8 % Erdölprodukte, 16,5 % Fleisch und tierische Produkte, 10,3 % Textilien und 4,5 % Kunststoffe und Gummi.
Portugal führte gleichzeitig aus Liberia Waren im Wert von 0,345 Mio. Euro ein, davon 52,7 % Schienenverkehrsmaterial, 34,8 % Erdölprodukte, 9,8 % Metallwaren und 1,5 % Maschinen und Geräte.
Damit stand Liberia im portugiesischen Außenhandel an 173. Stelle als Abnehmer und an 148. Stelle als Lieferant.
Die portugiesische Außenhandelskammer AICEP unterhält keine Niederlassung in Liberia, das Land wird vom AICEP-Büro in der senegalesischen Hauptstadt Dakar betreut.

## Sport
Die Liberianische Fußballnationalmannschaft und die Portugiesische Fußballauswahl der Männer sind bisher noch nicht aufeinandergetroffen, auch die Liberianische und die Portugiesische Frauenelf haben bislang noch nicht gegeneinander gespielt (Stand April 2022).
Fußballspieler aus Liberia treten gelegentlich auch für Teams in Portugal an, darunter Nationalspieler wie Theo Weeks, der von 2013 bis 2015 bei Marítimo Funchal unter Vertrag stand, oder Josephus Yenay, der für Naval 1º de Maio und União Madeira spielte.